# 児玉碧衣
児玉 碧衣（こだま あおい、1995年5月8日 - ）は、福岡県大野城市出身の女子競輪選手。日本競輪選手会福岡支部所属、ホームバンクは久留米競輪場。日本競輪学校（当時。以下、競輪学校）第108期生。師匠は藤田剣次（85期生）。

## 来歴
筑陽学園高等学校を卒業後、競輪学校第108期生入学試験に適性試験で受験し合格。在校時の競走成績は第2位の42勝。卒業記念レースも2位であった。
2015年5月1日に選手登録され、同年7月2日の松戸競輪場でデビュー、デビュー戦で初勝利を挙げた。初優勝は同年8月26日の弥彦競輪場。
2015年9月16日の取手から、2016年2月6日の向日町まで20連勝を記録した。
2018年7月のガールズケイリンフェスティバルまでは、特別レースは13走し2着5回（ガールズケイリンコレクション4回、ガールズケイリンフェスティバル1回）を記録するなどビッグレースでの優勝経験はなかったが、8月18日のガールズケイリンコレクションいわき平ステージ・ガールズドリームレースにてビッグレース初優勝、初のタイトルを獲得。11月の競輪祭開催期間中に行われたガールズグランプリトライアルレースでも優勝し同年のガールズグランプリ出場権を獲得。そして12月28日に行われたガールズグランプリ2018（静岡）でも捲りを決めて優勝、同時に年間賞金獲得額を27,184,000円として初の賞金女王となり、また初のガールズ年間最優秀選手賞も獲得した。
2019年は、ガールズケイリンコレクション大垣ステージ（3月）では姉弟子の小林優香の捲りに屈して2着であったが、松戸ステージ（5月）では1周を逃げ切り優勝、3つ目のタイトルを獲得。12月28日のガールズグランプリ2019（立川）では捲る小林優香を更に外から捲って強襲し優勝、目標としていたガールズグランプリ2連覇を達成。2年連続で賞金女王（年間獲得賞金額28,403,000円）となり、また同じく2年連続でガールズ年間最優秀選手賞を獲得。同年は、77走し1着67回（勝率87.0%）、着外は1回のみで、優勝は19回と自身過去最多となった。このほか、『踊る!さんま御殿!!』（日本テレビ）にも出演する（11月5日放送分）などメディアにも積極的に登場した。
2016年以降は、ガールズケイリン特別レースのうち、新人選手のみ対象のレースを除いたオッズパーク杯ガールズグランプリ、ガールズケイリンコレクション（年3回）、ガールズケイリンフェスティバル、ガールズグランプリトライアル全てに出走。2020年も3月の福井ステージには出場を決め、無観客の中で行われた福井ステージで優勝する。また、8月のオールスター競輪開催期間中に実施される名古屋ステージでは、ファン投票による「ガールズケイリン総選挙」で4年連続となる得票数トップでガールズドリームレース出場を決めた。一方、伊東温泉ステージ（9月）出場権をかけた1月のコレクショントライアルブロックA（岐阜）では決勝戦7着と大敗したため出場権を逃してしまい、特別レース連続出場が途絶えることとなった（連続22走）。
2020年6月25日、玉野FII（ナイター）2日目第7レースにて、岐阜での7着の大敗のあとから21連勝し通算300勝を達成。選手登録日から5年1か月24日（登録日は含まず）、デビュー戦から4年11か月23日（ガールズケイリン史上2番目の早さ）、365戦目での達成（史上最短）であった。ガールズケイリンではデビューから7年以内に通算300勝を達成するとJKAから表彰される規程があり、7月30日に久留米競輪場にて通算300勝達成の表彰式が執り行われた。その後も、7月11日のガールズケイリンフェスティバル（いわき平）2日目予選2まで24連勝として梶田舞の記録に並んだが、翌12日の決勝戦では3着となり、記録更新はならなかった。通算獲得賞金額は2019年末時点で9025万円3000円であり、8月15日に行われたガールズケイリンコレクション名古屋ステージ・ガールズドリームレースでの2着により、ガールズケイリンでは石井寛子、梶田舞に続いて史上最速となるデビューから5年1か月13日にて、通算獲得賞金額が1億円を突破した。11月のガールズグランプリトライアル・トパーズを制覇、そして12月28日のガールズグランプリ2020では1番車として出場、捲りを決めてグランプリ史上初となる3連覇を達成し、同時に3年連続の賞金女王ともなった。
2021年は、ガールズケイリンコレクション松阪ステージで雨が降る中で捲りを決めて優勝、コレクション4回目の優勝を果たす。また、この優勝は本人通算100回目の優勝ともなった。ただ、ガールズケイリン特別競走のうち新人女王戦（ガールズ フレッシュクイーン）を除く4タイトルのうち唯一未制覇であるガールズケイリンフェスティバルでは相性が良くなく、2021年の第8回大会では初日7着・二日目4着で予選敗退となっただけでなく、最終日敗者戦（選抜）でも2着に終わり、単発レース以外ではデビュー翌年だった2016年の第3回ガールズケイリンフェスティバル以来5年ぶり3度目となる自身シリーズ戦未勝利という結果となりショックを受けた。ただ、そのフェスティバルでの惨敗をバネに、希望して受けた追加あっせんの静岡FIIで完全優勝し、そして8月12日のガールズケイリンコレクションいわき平ステージ・ガールズドリームレースでは追いすがった姉弟子の小林優香を振り切りコレクション5回目の優勝を果たした。そのあとも連勝を続け、11月13日の広島FIにて完全優勝し、25連勝としてガールズケイリン連勝新記録を達成した。さらに同月下旬の競輪祭期間中のガールズグランプリトライアルでも3連勝して28連勝と記録を伸ばし、同年末のガールズグランプリ出場権も獲得。12月6日からの武雄FII（ミッドナイト）でも3連勝し連勝記録を31に伸ばし（連続優勝記録も11に更新）、年間獲得賞金額をグランプリ直前のこの時点で2000万円に乗せた（石井寛子に次いで2人目）。この時点で通算勝利数は399とし、次走予定がガールズグランプリであったためガールズグランプリで400勝を決めるかと見られたが間隔が空いていることもあり、急遽12月15日からの防府FII（モーニング）に追加参戦、初日第7レース（予選１）で勝利しガールズケイリン史上最速で通算400勝を達成。また同開催でも完全優勝して連勝記録は34としただけでなく、連続優勝記録を12として2015年に達成した小林優香の記録に並んだ。だが、年末の大一番であるガールズグランプリでは終盤後方に置かれたことで懸命に捲り追い込むも届かず3着に敗れ、連勝記録は34で、連続優勝記録は12で、それぞれ止まった。
2022年はガールズケイリンコレクションの優勝はなく、迎えたガールズケイリングランプリ2022は最後の3コーナー手前で石井寛子の押し上げによる落車で2年ぶりの優勝はならなかった。そしてレース後、左鎖骨骨折が判明した。
2023年は年初より怪我の治療により欠場が続いたが、回復に伴いレースに復帰、徐々に調子を取り戻す。そして6月15日、ガールズケイリンでは初のGIとなる第1回パールカップ（岸和田競輪場）にて3日間とも1着の完全優勝を果たし、初のGIタイトル獲得と同年末のガールズグランプリ2023の出場権を手に入れた。そして7月16日、第10回ガールズケイリンフェスティバル2日目第3レース（予選２）において勝利し、通算500勝を達成。ガールズケイリン史上4人目、男子も含めるとS級創設以降で史上50人目の記録であり、またガールズケイリン史上最速となる、登録日から8年2か月15日での達成であった。しかしガールズケイリングランプリ2023は人気の佐藤水菜の前に為す術無く3着となり、3年ぶり女王奪還はならなかった。
2024年は2月に入り胃腸炎と腰痛の影響で1か月以上にわたる長期欠場が続いたが、4月28日に久留米競輪場で行われた第2回オールガールズクラシックで完全優勝し、同年末のガールズグランプリ出場権を手に入れた。
2025年7月15日、京王閣FII（ナイターGIII）2日目第3レースで勝利し、通算600勝達成。通算600勝達成は、ガールズケイリンでは史上4人目、10年での達成はガールズケイリン最速記録。

## 主な獲得タイトルと記録
- 2018年 - ガールズケイリンコレクション いわき平ステージ・ガールズドリームレース（いわき平競輪場）、ガールズグランプリトライアル（小倉競輪場）、オッズパーク杯ガールズグランプリ（静岡競輪場）
- 2019年 - ガールズケイリンコレクション 松戸ステージ（松戸競輪場）、オッズパーク杯ガールズグランプリ（立川競輪場）
- 2020年 - ガールズケイリンコレクション 福井ステージ（福井競輪場）、ガールズグランプリトライアル（小倉競輪場）、オッズパーク杯ガールズグランプリ（平塚競輪場）
- 2021年 - ガールズケイリンコレクション 松阪ステージ（松阪競輪場）、ガールズケイリンコレクション いわき平ステージ・ガールズドリームレース（いわき平競輪場）、ガールズグランプリトライアル（小倉競輪場）
- 2022年 - ガールズグランプリトライアル（小倉競輪場）
- 2023年 - パールカップ（岸和田競輪場）、ガールズケイリンコレクション 西武園ステージ・ガールズドリームレース（西武園競輪場）
- 2024年 - オールガールズクラシック（久留米競輪場）
- 年間賞金女王3回 - 2018年、2019年、2020年
- 通算300勝達成（デビューから7年以内のため表彰対象） - 2020年6月25日、玉野FII2日目第7レース（史上最速）
- 通算400勝達成 - 2021年12月15日、防府FII初日第7レース（史上最速）
- 通算500勝達成（表彰対象） - 2023年7月16日、函館FII・ガールズケイリンフェスティバル2日目第3レース（史上最速）
- ガールズケイリン連勝記録 - 34連勝（2021年7月29日 - 12月17日）
  - ほか、自身（2020年2月14日 - 7月11日）、梶田舞、石井寛子とともに24連勝を記録したほか、20連勝を3回記録している[48]。
- 連続優勝回数12 - 小林優香とタイ記録
- 通算獲得賞金額1億円突破 - 2020年8月15日、ガールズケイリンコレクション2020・名古屋ステージ ガールズドリームレース（デビューから5年1か月13日、史上最速）
- 通算優勝回数100回 - 石井寛子に次いで2人目

このほか、非公認だが、2021年8月12日のガールズケイリンコレクションいわき平ステージ・ガールズドリームレースで記録した11秒3が高木真備とともに400mバンクにおける上がりタイム日本人最高記録

## エピソード
- 「お金大好き」を公言している[51]。「お金を使うのがすごい好き」とも言い、車やブランドもののバッグなどに金をつぎ込んでいるほか、携帯ゲームに1日120万円を課金したことも公言している。自転車競技のナショナルチーム（日本代表）からの誘いも何度かあったが、本人は「日本代表に選出されるとガールズケイリンに出場できる機会が減るので、確実にお金を稼ぎたいから」という理由でナショナルチーム入りを断っている[52]。